# Seán Cannon
Seán Cannon, född 29 november 1940 i Galway, Irland, är en irländsk sångare och gitarrist, som från 1982 var medlem i folkmusikgruppen The Dubliners och efter deras upphörande 2012 i The Dublin Legends.
Seán Cannon reste mycket i Europa i unga år och lärde sig språk, varpå han bosatte sig i England och etablerade sig som soloartist. Han spelade även i gruppen The Gaels.
Eftersom Cannon hade känt medlemmarna i The Dubliners några år och spelat med dem vid enstaka tillfällen blev han 1980 tillfällig medlem och fick 1983 gå med på heltid då Luke Kelly blivit för sjuk för att fortsätta. När Kelly avled 1984 tog Cannon över några av hans mest kända sångnummer.
Då The Dubliners bestämde sig för att lägga ner bandet 2012 efter sitt 50-årsjubileum, fortsatte Cannon att turnera ihop med Patsy Watchorn, Eamonn Campbell samt banjospelaren Gerry O'Connor under namnet The Dublin Legends.
Cannon spelar fortfarande som soloartist ibland och har även bildat en grupp med sina båda söner, The Cannons.